# Lysolaje
Lysolaje (en allemand : Lisolei) est un quartier pragois situé dans le nord de la capitale tchèque, appartenant à l'arrondissement de Prague 6, d'une superficie de 247,54 hectares, est un quartier de Prague. En 2001, la population était de 810 habitants. 
La ville est devenue une partie de Prague en 1968.